# Carl Fehn

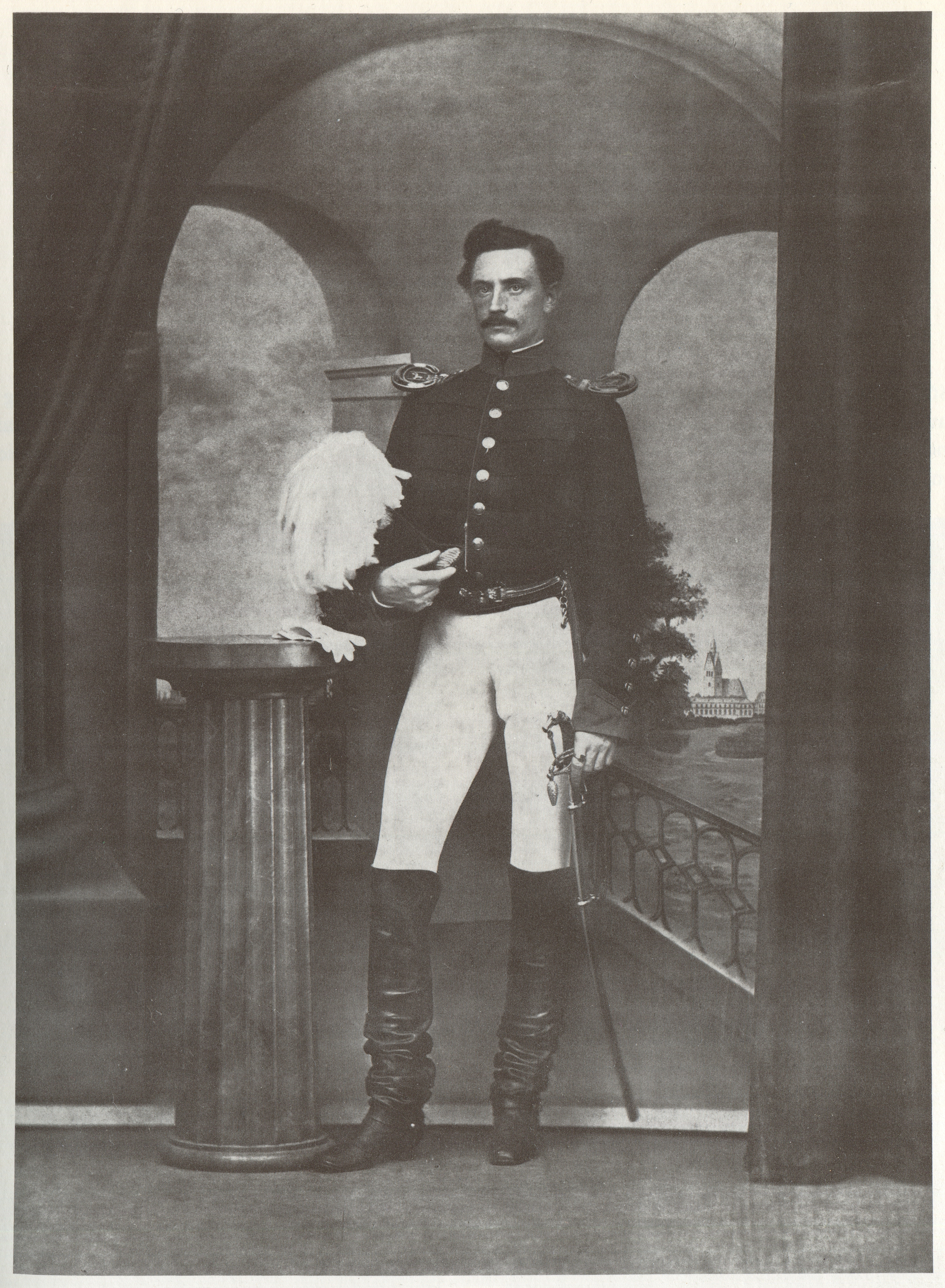
1860: Carl Fehn in Uniform und Dreispitz vor gemalter Kulisse mit der Marktkirche und dem Leineschloss;
Atelier H. + C. Günter, Marienstraße; Historisches Museum Hannover

Carl Fehn (geboren 1829; gestorben 1902) war der Königlich Hannoversche Pferdewirt des Welfenhauses in Hannover.

## Leben

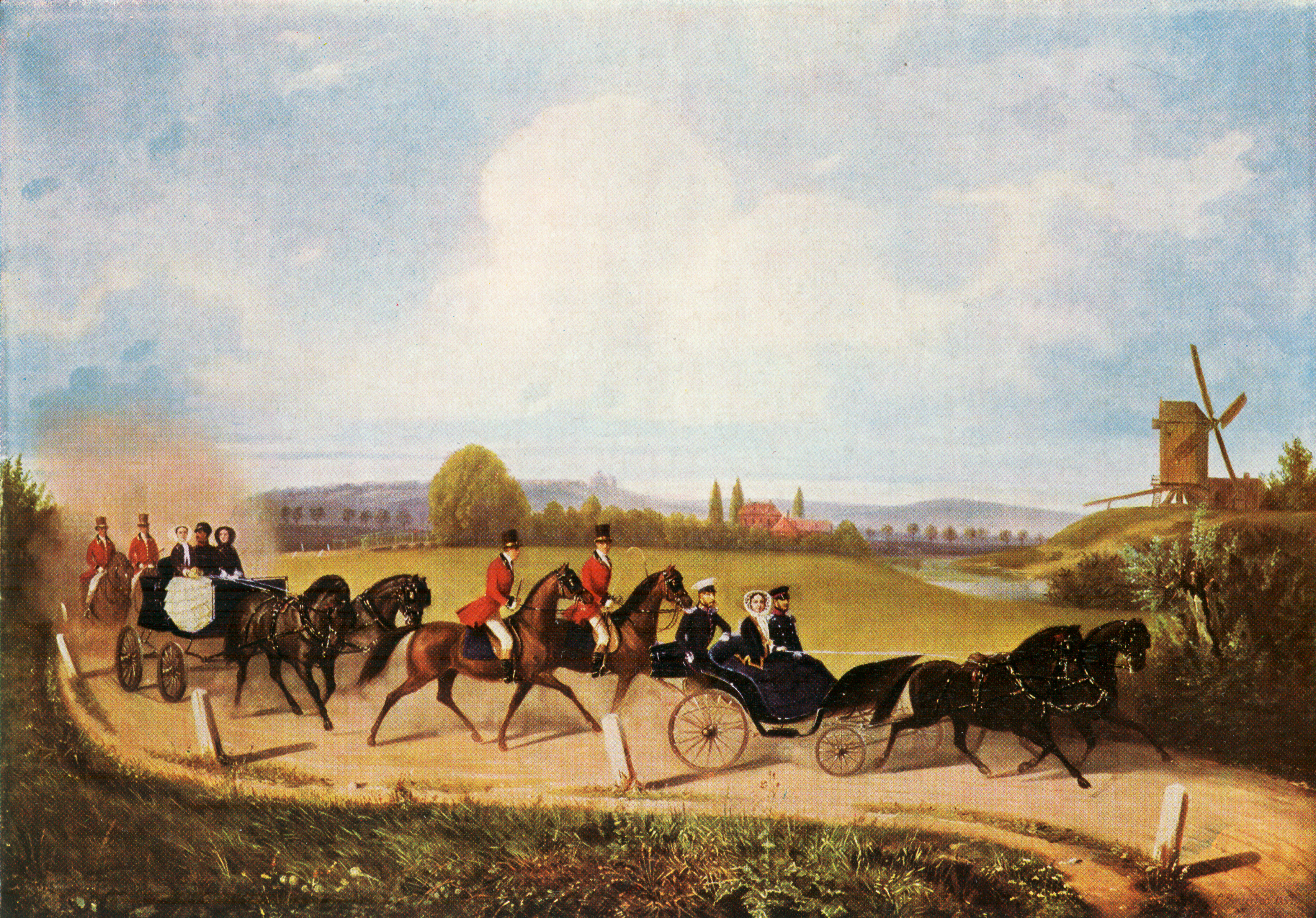
1853: „Rückkehr vom Kronsberg“ nach Herrenhausen; Georg V. und Königin Marie mit berittener Eskorte;
Ölgemälde von Eduard Frederich, Fürstenhaus Herrenhausen-Museum

Carl Fehn trat als 15-Jähriger der Königlich Hannoverschen Armee im Garde-Cuirassier-Regiment in Northeim bei. Aufgrund seiner herausragenden Reitfähigkeiten wurde er nach einigen Jahren zum Königlichen Marstall in die Residenzstadt Hannover beordert. Dort stieg er rasch zum „Edelbereiter“ in den Diensten von König Georg V. von Hannover auf und eskortierte die königliche Familie der Welfen regelmäßig bei ihren Ausfahrten.
Nebenher unterrichtete Carl Fehn als stadtbekannte Persönlichkeit die Fächer Reiten, Fechten und Schwimmen.
Nach dem Deutsch-Deutschen Krieg und der Annexion des Königreichs Hannover durch Preußen übernahm Fehn 1866 die Vertretung der Champagner-Firma Heidsieck & Co., die er dann 23 Jahre innehatte.
Der „K. Hann. Ober-Bereiter a. D.“ Carl Fehn, dessen Ehefrau Ada, geborene Plucknett das in der  damaligen Ortschaft Bütersworth gelegene Grundstück Sedanstraße 12 in die Ehe einbrachte, auf dem Fehn bis zuletzt wohnte, starb im Frühjahr 1902 im Alter von 72 Jahren kurz vor seinem 73. Geburtstag.

## Atelieraufnahme
Das Historische Museum Hannover besitzt in ihrer Stände- und Militärsammlung eine Aufnahme aus der Frühzeit der Fotografie mit einer Ablichtung Fehns. Das Foto zeigt den „ersten Bereiter“ von König Georg V. vor einer gemalten Kulisse, die den Bezug herstellt zur Marktkirche und zum Leineschloss, dem Dienstsitz von Fehns Landesherrn: „Den Dreispitz in der Hand haltend, erinnert die elegante Erscheinung an die Bereiter der K. u. K. Hofreitschule in Wien.“ Die auf einem Säulenstumpf abgelegten weißen Handschuhe Fehns „blieben, zum Träger gehörend, im Bild.“ Vor dem nahezu plastisch wirkenden Hintergrund scheint der Dargestellte in einer Nische zu stehen.
Das 1860 im Atelier H. + C. Günter gefertigte Lichtbild in den Maßen 19,6 × 14,2 cm wurde im Nassen Kollodium-Verfahren als Abzug auf Salzpapier vervielfältigt.